# Denver Film Critics Society Awards 2018
9. ročník předávání cen sdružení Denver Film Critics Society Awards se konal dne 14. ledna 2019. Nominace byly oznámeny dne 7. ledna 2019.

## Vítězové a nominovaní

### Nejlepší film
Roma
- Favoritka
- BlacKkKlansman
- První člověk
- Zoufalství a naděje

### Nejlepší režisér
Alfonso Cuarón – Roma
- Paul Schrader - Zoufalství a naděje
- Yorgos Lanthimos – Favoritka
- Spike Lee - BlacKkKlansman
- Ryan Coogler - Black Panther

### Nejlepší adaptovaný scénář
Charlie Wachtel, David Rabinowitz, Kevin Willmott, a Spike Lee – BlacKkKlansman
- Barry Jenkins – Kdyby ulice Beale mohla mluvit
- Nicole Holofcener a Jeff Whitty – Dokážete mi kdy odpustit?
- Josh Singer – První člověk
- Ryan Coogler a Joe Robert Cole - Black Panther

### Nejlepší původní scénář
Bryan Woods, Scott Beck a John Krasinski – Tiché místo
- Bo Burnham – Osmá třída
- Deborah Davis a Tony McNamara – Favoritka
- Paul Schrader – Zoufalství a naděje
- Adam McKay – Vice

### Nejlepší herec v hlavní roli
Ethan Hawke – Zoufalství a naděje
- Christian Bale – Vice
- Bradley Cooper - Zrodila se hvězda
- Willem Dafoe – U brány věčnosti
- Rami Malek - Bohemian Rhapsody

### Nejlepší herečka v hlavní roli
Olivia Colmanová – Favoritka
- Toni Collette – Děsivé dědictví
- Melissa McCarthy – Dokážete mi kdy odpustit?
- Yalitza Aparicio - Roma
- Lady Gaga - Zrodila se hvězda

### Nejlepší herec ve vedlejší roli
Mahershala Ali – Zelená kniha
- Richard E. Grant – Dokážete mi kdy odpustit?
- Adam Driver – BlacKkKlansman
- Michael B. Jordan - Black Panther
- Sam Elliott - Zrodila se hvězda

### Nejlepší herečka ve vedlejší roli
Rachel Weisz – Favoritka
- Amy Adams - Vice
- Regina Kingová – Kdyby ulice Beale mohla mluvit
- Thomasin McKenzie - Beze stop
- Emma Stoneová – Favoritka

### Nejlepší dokument
Won't You Be My Neighbor?
- Free Solo
- Nerovná jízda
- Science Fair
- Tři identičtí cizinci

### Nejlepší cizojazyčný film
Roma
- Zloději
- Vzplanutí
- Studená válka
- Stěhovaví ptáci

### Nejlepší animovaný film
Spider-Man: Paralelní světy
- Úžasňákovi 2
- Raubíř Ralf a internet
- Have a Nice Day
- Psí ostrov

### Nejlepší hororový/sci-fi film
Annihilation
- Tiché místo
- Děsivé dědictví
- Ready Player One: Hra začíná
- Black Panther

### Nejlepší komedie
Ztratili jsme Stalina
- Deadpool 2
- Šíleně bohatí Asiati
- Sorry to Bother You
- Noční hra

### Nejlepší vizuální efekty
Avengers: Infinity War
- První člověk
- Mission: Impossible – Fallout
- Ready Player One: Hra začíná
- Black Panther

### Nejlepší filmová píseň
„Shallow“ – Zrodila se hvězda
- „The Place Where Lost Things Go“ – Marry Poppins se vrací
- „Trip a Little Light Fantastic“ – Marry Poppins se vrací
- „All the Stars“ – Black Panther
- „When a Cowboy Trades His Spurs for Wings“ – The Ballad of Buster Scruggs

### Nejlepší skladatel
Ludwig Göransson – Black Panther
- Marc Shaiman – Marry Poppins se vrací
- Alexandre Desplat – Psí ostrov
- Justin Hurwitz – První člověk
- Marco Beltrami – Tiché místo